# Грејт Нек (Њујорк)
Грејт Нек (енгл. Great Neck) град је у америчкој савезној држави Њујорк.

## Демографија
По попису из 2010. године број становника је 9.989, што је 451 (4,7%) становника више него 2000. године.
| Група             | 2000.         | 2010.         |
| Белци             | 7.645 (80,2%) | 7.749 (77,6%) |
| Афроамериканци    | 269 (2,8%)    | 195 (2,0%)    |
| Азијати           | 471 (4,9%)    | 722 (7,2%)    |
| Хиспаноамериканци | 875 (9,2%)    | 1.015 (10,2%) |
| Укупно            | 9.538         | 9.989         |